# Lindera myrrha
Lindera myrrha är en lagerväxtart som först beskrevs av João de Loureiro, och fick sitt nu gällande namn av Elmer Drew Merrill. Lindera myrrha ingår i släktet Lindera och familjen lagerväxter. Inga underarter finns listade i Catalogue of Life.